# Jevgeņijs Miļevskis
Jevgeņijs Miļevskis (Jūrmala, 15 agosto 1961) è un ex calciatore lettone, centrocampista di origini ebree.